# Dascaliomorpha marginata
Dascaliomorpha marginata är en insektsart som först beskrevs av Melichar 1902.  Dascaliomorpha marginata ingår i släktet Dascaliomorpha och familjen Flatidae. Inga underarter finns listade i Catalogue of Life.